# Кейта, Али
Али Кейта (англ. Aly Keita; род. 8 декабря 1986, Вестерос) — гвинейский футболист, вратарь клуба «Эстерсунд» и сборной Гвинеи.
Кейта родился в Швеции в семье гвинейца и норвежки.  

## Клубная карьера
Кейта — воспитанник клуба «Оден». В 2007 году Али подписал профессиональный контракт с «Сюрианска». В 2010 году он дебютировал за основной состав в Третьем дивизионе Швеции. В начале 2012 года Кейта перешёл в «Вестерос». 16 апреля в матче против «Васалундса» он дебютировал за новый клуб. В начале 2014 года Кейта подписал контракт с «Эстерсундом». 25 июня в матче против «Энгельхольма» он дебютировал в Суперэттан. В 2015 году Али помог клубу выйти в элиту. 10 июля 2016 года в матче против «Йёнчёпингс Сёдра» он дебютировал в Аллсвенскан лиге. 

## Международная карьера
12 октября 2018 года в отборочном матче Кубка Африки 2019 против сборной Руанды Кейта дебютировал за сборную Гвинеи. В 2019 году Али принял участие в Кубке Африки в Египте. На турнире он сыграл в матче против сборной Мадагаскара. 
В 2022 году Кейта во второй раз принял участие в Кубке Африки 2021 в Камеруне. На турнире он сыграл в матчах против команд Малави, Сенегала, Зимбабве и Гамбии.